# L'amour s'en va
L'amour s'en va (прев. Љубав одлеће) је песма коју је написала и извела француска кантауторка и глумица Франсоаз Арди.
Песма је представница Монака на Песми Евровизије 1963. године.L'amour s'en va је шансона спорог темпа. Арди је снимила италијанску верзију L'amore va и немачку Die Liebe geht. 
Песма је изведена на петнаестој позицији на Песми Евровизије, а на крају гласања, добија 25 поена, заузимајући 5. место од 16 композиција.Песма је укључена у компилацијски албум песама Евровизије на француском језику, под називом „Eurovision: Les plus belles chansons françaises“, објављен 2000. године.